# Trolleybus de Volgograd
Le trolleybus de Volgograd (en russe : Волгоград троллейбус) est un réseau de trolleybus circulant dans la ville russe de Volgograd depuis le 31 décembre 1960.

## Attentat
Un véhicule du réseau est visé par l'un des attentats de décembre 2013 à Volgograd : le 30 au matin, une attaque-suicide survient à 8 h 23, ciblant un véhicule au moment de son passage près des supermarchés. L'explosion, à l'arrière du trolleybus a fait 14 morts et 41 blessés.